# Tlusťoch (film)
Tlusťoch (v originále Fatman) je americká akční černá komedie z roku 2020, kterou napsali a režírovali Eshom Nelms a Ian Nelms a v níž si zahráli Mel Gibson, Walton Goggins a Marianne Jean-Baptiste.Film je netradičním pohledem na sváteční tradice a sleduje vyčerpaného, drsného Santa Clause, který se potýká s nudou, produkčními problémy, vládními zásahy a rozhořčeným zabijákem vyslaným pomstychtivým zlobivým dítětem.
Film byl natočený v Kanadě a uvedený do kin po celém světě 13. listopadu 2020; získal od kritiků smíšené hodnocení.

## Děj
Chris Cringle (Santa Claus) s manželkou Ruth provozují dílnu na severu Aljašky, ale kvůli klesající morálce dětí přicházejí o vládní dotace. Armáda jim nabídne zakázku na výrobu součástek do stíhaček, kterou Chris neochotně přijme. Mezitím zkažený chlapec Billy, který dostal od Santa Clause uhlí, najme nájemného vraha Millera, aby ho zabil. Miller pronikne na farmu, zabije vojáky a zničí dílnu, ale nakonec je zastaven Ruth. Chris přežije a spolu s Ruth konfrontují Billyho, varují ho a slíbí, že odteď budou zlobivé děti brát vážně. Dílna je obnovena a Chris znovu získá víru v budoucnost.

## Obsazení
- Mel Gibson jako Chris Cringle, vyhořelý a apatický muž frustrovaný tím, že se svět mění ve zkažené místo
- Walton Goggins jako Jonathan Miller (uváděný jako „Skinny Man“), nájemný vrah, který pracuje v hračkářství a má osobní zášť vůči Chrisovi za to, že ho „zklamal“ v jeho nešťastném dětství
- Marianne Jean-Baptiste jako Ruth Cringleová, Chrisova milující manželka, která má na něj mírný vliv
- Chance Hurstfield jako Billy Wenan, amorální bohatý kluk, který je svým otcem zanedbáván a nesnese prohru
- Robert Bockstael jako kapitán Jacobs, velitel stráží americké armády přidělených do Chrisovy dílny a jeho spojka s americkou vládou
- Eric Woolfe jako Elf 7, Chrisův předák v dílně
- Susanne Sutchy jako Sandy, Chrisova přítelkyně a barmanka v North Peaku
- Michael Dyson jako Herman
- Deborah Grover jako Anne Marie, Billyho bohatá babička, jejíž účty tajně obírá její vnuk, aby mohl financovat své úkoly pro Millera
- Ellison Greer Butler jako Christine Crawfordová, dívka, kterou Billy a Jonathan obtěžovali
- Ekaterina Bakerová jako Helga
- Robert Reynolds jako Ralph
- Paulino Nunes jako Weyland Meeks
- John Tokatlidis jako Mike, řidič kamionu
- Sean Devine jako pošťák
- Sean Tucker jako Donald
- Shaun Benson jako Lex
- Mikael Conde jako Carter
- Ronald Tang jako Roger
- Peter Chow jako pan Chan
- Jason Gosbee jako Henshaw
- Bill Lake jako Robert Taylor
- Michelle Lang jako Lindsay Kemp